# دیگه نمی‌خوامش
«دیگه نمی‌خوامش» (به انگلیسی: I Don't Want It at All) نخستین تک‌آهنگ بین‌المللی از خواننده-ترانه‌پرداز آلمانی کیم پتراس می‌باشد که در ۱ اوت سال ۲۰۱۷ منتشر گردید. این ترانه توسط پتراس و آرون جنینگز درکنار دکتر لوک و سیرکوت تهیه و نوشته شده‌است. «دیگه نمی‌خوامش» اولین از یازده ترانه پتراس است که بین سال‌های ۲۰۱۷ تا ۲۰۱۹ منتشر شدند و در دورهٔ اول قرار داده‌شدند.